# Powiat grybowski (Galicja)
Powiat grybowski – dawny powiat kraju koronnego Królestwo Galicji i Lodomerii, istniejący w latach 1867–1918.
Siedzibą c.k. starostwa był Grybów. Powierzchnia powiatu w 1879 roku wynosiła 5,9503 mil kw. (342,38 km²), a ludność 42 368 osób. Powiat liczył 87 osad, zorganizowanych w 71 gmin katastralnych.
Na terenie powiatu działały 2 sądy powiatowe – w Grybowie i Ciężkowicach.

## Starostowie powiatu
- Adolf Seredyński (1871)
- vacat (1879)
- Mieczysław Polikowski (1882)

## Komisarze rządowi
- Michał Panciewicz (1871)
- Władysław Korosteński (1879)
- Józef Wołoszyński (1882)